# Xã Crooked Creek, Quận Pennington, South Dakota
Xã Crooked Creek (tiếng Anh: Crooked Creek Township) là một xã thuộc quận Pennington, tiểu bang Nam Dakota, Hoa Kỳ. Năm 2010, dân số của xã này là 29 người.